# Sebulon
Sebulon var patriarken Jakobs sjätte son med Lea och tionde totalt.
Namnet kommer från semitiskans zbl, och var under andra årtusendet f. Kr. vanligt i ugaritiska texter som en benämning på guden Baal, men också som personnamn hos fenicierna och judarna.